# Bayern Rundfahrt 2007
La Bayern Rundfahrt 2007, diciannovesima edizione della corsa, si svolse dal 30 maggio al 3 giugno su un percorso di 761 km ripartiti in 5 tappe, con partenza a Garmisch-Partenkirchen e arrivo a Fürth. Fu vinta dal tedesco Stefan Schumacher della Gerolsteiner davanti ai suoi connazionali Bert Grabsch e Jens Voigt.

## Tappe
| Tappa  | Data      | Percorso                                                                | km  | Vincitore di tappa | Leader cl. generale |
| ------ | --------- | ----------------------------------------------------------------------- | --- | ------------------ | ------------------- |
| 1ª     | 30 maggio | Garmisch-Partenkirchen > Gundelfingen                                   | 211 | André Schulze      | André Schulze       |
| 2ª     | 31 maggio | Gundelfingen > Eichstätt                                                | 184 | Erik Zabel         | Erik Zabel          |
| 3ª     | 1º giugno | Eichstätt > Kitzingen                                                   | 181 | Erik Zabel         | Erik Zabel          |
| 4ª     | 2 giugno  | Rothenburg ob der Tauber > Rothenburg ob der Tauber (cron. individuale) | 24  | Stefan Schumacher  | Stefan Schumacher   |
| 5ª     | 3 giugno  | Rothenburg ob der Tauber > Fürth                                        | 160 | Sebastian Siedler  | Stefan Schumacher   |
| Totale | Totale    | Totale                                                                  | 761 |                    |                     |

## Dettagli delle tappe

### 1ª tappa
- 30 maggio: Garmisch-Partenkirchen > Gundelfingen – 211 km

| Pos. | Corridore      | Squadra      | Tempo    |
| ---- | -------------- | ------------ | -------- |
| 1    | André Schulze  | Wiesenhof    | 4h41'51" |
| 2    | Stuart O'Grady | CSC          | s.t.     |
| 3    | David Kopp     | Gerolsteiner | s.t.     |

| Pos. | Corridore             | Squadra    | Tempo    |
| ---- | --------------------- | ---------- | -------- |
| 1    | André Schulze         | Wiesenhof  | 4h41'41" |
| 2    | Malaya van Ruitenbeek | Regiostrom | a 1"     |
| 3    | Stuart O'Grady        | CSC        | a 4"     |

### 2ª tappa
- 31 maggio: Gundelfingen > Eichstätt – 184 km

| Pos. | Corridore         | Squadra | Tempo    |
| ---- | ----------------- | ------- | -------- |
| 1    | Erik Zabel        | Milram  | 4h31'07" |
| 2    | Sebastian Siedler | Milram  | s.t.     |
| 3    | Stuart O'Grady    | CSC     | s.t.     |

| Pos. | Corridore             | Squadra    | Tempo    |
| ---- | --------------------- | ---------- | -------- |
| 1    | Erik Zabel            | Milram     | 9h12'48" |
| 2    | Stuart O'Grady        | CSC        | s.t.     |
| 3    | Malaya van Ruitenbeek | Regiostrom | a 1"     |

### 3ª tappa
- 1º giugno: Eichstätt > Kitzingen – 181 km

| Pos. | Corridore         | Squadra | Tempo    |
| ---- | ----------------- | ------- | -------- |
| 1    | Erik Zabel        | Milram  | 4h08'21" |
| 2    | Javier Benítez    | Benfica | s.t.     |
| 3    | Sebastian Siedler | Milram  | s.t.     |

| Pos. | Corridore         | Squadra | Tempo     |
| ---- | ----------------- | ------- | --------- |
| 1    | Erik Zabel        | Milram  | 13h20'59" |
| 2    | Stuart O'Grady    | CSC     | a 6"      |
| 3    | Sebastian Siedler | Milram  | a 10"     |

### 4ª tappa
- 2 giugno: Rothenburg ob der Tauber > Rothenburg ob der Tauber (cron. individuale) – 24 km

| Pos. | Corridore         | Squadra      | Tempo  |
| ---- | ----------------- | ------------ | ------ |
| 1    | Stefan Schumacher | Gerolsteiner | 30'44" |
| 2    | Bert Grabsch      | T-Mobile     | a 3"   |
| 3    | Jens Voigt        | CSC          | a 14"  |

| Pos. | Corridore         | Squadra      | Tempo     |
| ---- | ----------------- | ------------ | --------- |
| 1    | Stefan Schumacher | Gerolsteiner | 13h51'58" |
| 2    | Bert Grabsch      | T-Mobile     | a 8"      |
| 3    | Jens Voigt        | CSC          | a 14"     |

### 5ª tappa
- 3 giugno: Rothenburg ob der Tauber > Fürth – 160 km

| Pos. | Corridore         | Squadra | Tempo    |
| ---- | ----------------- | ------- | -------- |
| 1    | Sebastian Siedler | Milram  | 3h47'21" |
| 2    | Erik Zabel        | Milram  | s.t.     |
| 3    | Javier Benítez    | Benfica | s.t.     |

| Pos. | Corridore         | Squadra      | Tempo     |
| ---- | ----------------- | ------------ | --------- |
| 1    | Stefan Schumacher | Gerolsteiner | 17h39'18" |
| 2    | Bert Grabsch      | T-Mobile     | a 9"      |
| 3    | Jens Voigt        | CSC          | a 15"     |

## Classifiche finali

### Classifica generale
| Pos. | Corridore         | Squadra      | Tempo     |
| ---- | ----------------- | ------------ | --------- |
| 1    | Stefan Schumacher | Gerolsteiner | 17h39'18" |
| 2    | Bert Grabsch      | T-Mobile     | a 9"      |
| 3    | Jens Voigt        | Team CSC     | a 15"     |
| 4    | Fränk Schleck     | Team CSC     | a 25"     |
| 5    | Andreas Klöden    | Astana       | a 30"     |
| 6    | Sebastian Siedler | Team Milram  | a 38"     |
| 7    | Nicki Sörensen    | Team CSC     | a 51"     |
| 8    | Fabian Wegmann    | Gerolsteiner | a 54"     |
| 9    | Peter Velits      | Wiesenhof    | a 57"     |
| 10   | Stuart O'Grady    | Team CSC     | a 58"     |